# 恵庭アコースティック野外音楽祭
恵庭アコースティック野外音楽祭（えにわアコースティックやがいおんがくさい、英: Eniwa Acoustic Yagai Ongaku Festival）は、北海道恵庭市の恵み野中央公園で毎年5月の第3日曜日に行われる、アマチュアミュージシャンの音楽祭。略称は「Eniwa aCOustic yagai ongaku FEStival」から取った「EcoFES.」。

## 概要
恵庭市にある恵み野中央公園の野外音楽堂をメインステージにアマチュアミュージシャンの活動の場および、財政再建団体となった夕張市への寄付を目的として開催。客席は全て芝生であり入場無料。ピクニック感覚で小さい子から高齢者まで楽しめるフェスティバルである。ステージパフォーマンスのジャンルに制限は無く、歌・バンド・弾き語り・お笑い・ダンス・マジック・大道芸・アートなど幅広く受け入れている。ライブステージ以外に青空アート展示、公園全域を回るスタンプラリー、小さな子供を対象とした折り紙・クイズのレク広場、20-30店舗の屋台・フリーマーケット出店など多彩なイベントがおこなわれる。
2007年に夕張市の財政再建団体入りのニュースをきっかけに、恵庭市の印章店の店主が「地元の恵庭市も他人事ではない」として「音楽で何かできないか」と近隣300件への説得と騒音対策を行ったうえで2007年より開始。当初は7月に開催したが、2008年からは参加者を増やすべく学校行事の少ない5月に開催している。非営利個人団体の恵庭アコースティック野外音楽祭実行委員会が主催し、恵庭市および恵庭市教育委員会が後援する。また市民活動支援制度「えにわブーケトス」の資金提供も受けている。
2008年の第2回開催からは事前に食器の持参を呼びかけ、食品販売のゴミ減量に務めている。また、騒音対策のためステージの音をミニFMで送信しており、持参したラジオでの受信を呼びかけている。さらに紙媒体配布削減のため、タイムスケジュール・アーティスト紹介をQRコードで掲示し携帯電話で確認する、などの試みもおこなった。これらのエコ活動は以後の開催でも継続されており、毎年あらたな工夫をしている。本来は「恵庭アコースティック」を略した「エコフェス」であったが、現在は「エコロジー活動」も大きなアピールポイントとなっている。

## 開催実績
| 回 | 開催期間            | 出演者 | 会場                                                                                                   | 備考                                                                                  |
| -- | ------------------- | ------ | --- | ------------------------------------------------------------------------------------- |
| 1  | 2007年7月29日       | 24組   | 野外音楽堂（円形ステージ）                                                                             | 収益金はすべて夕張市に寄付                                                            |
| 2  | 2008年5月18日       | 52組   | 野外音楽堂（円形ステージ） （野外アコースティックステージ） ラ・デュース恵み野 （jikeiレストラン会場） | 食器持参によるゴミ減量などのエコ活動を開始                                            |
| 3  | 2009年5月17日       | 50組   | 野外音楽堂（円形ステージ） ラ・デュース恵み野 （jikeiレストラン会場） 他                               |                                                                                       |
| 4  | 2010年5月15日・16日 | 67組   | 野外音楽堂（円形ステージ） 日本庭園（こどもひろば）                                                    | 初の2日間開催                                                                         |
| 5  | 2011年5月14日・15日 | 64組   | 野外音楽堂（円形ステージ）                                                                             | 資源回収ブースを設置し換金した全額を東日本大震災被災地域の義援金として寄付            |
| 6  | 2012年5月20日       | 35組   | 野外音楽堂（円形ステージ） 日本庭園（出島ステージ）                                                    |                                                                                       |
| 7  | 2013年5月19日       | 21組   | 日本庭園（出島ステージ） 発表広場                                                                      | スタッフ間の諸事情により開催規模を縮小する。                                          |
| 8  | 2014年5月18日       | 30組   | 野外音楽堂（円形ステージ）                                                                             |                                                                                       |
| 9  | 2015年5月17日       | 23組   | 野外音楽堂（円形ステージ）                                                                             |                                                                                       |
| 10 | 2016年5月15日       | 24組   | 野外音楽堂（円形ステージ）                                                                             |                                                                                       |
| 11 | 2017年5月21日       |        | 野外音楽堂（円形ステージ）                                                                             |                                                                                       |
| 12 | 2018年5月20日       | 23組   | 野外音楽堂（円形ステージ） 発表広場                                                                    |                                                                                       |
| 13 | 2019年5月19日       | 20組   | 野外音楽堂（円形ステージ） 発表広場                                                                    |                                                                                       |
| 14 | 2020年5月17日       | 12組   | オンライン配信 （ツイキャス・Youtube）                                                                 | 2019新型コロナウイルスに伴いオンラインイベントとして実施。 歌唱映像は事前収録とした。 |
| 15 | 2022年7月18日       | 12組   | 花の拠点「はなふる」                                                                                   | 第39回全国都市緑化北海道フェアのステージイベントとして開催 ツイキャスでの生配信を実施 |

## 関連イベント
- 2008年7月29日 - 8月10日：恵庭市民プラザアイルにてecofes'08写真展開催
- 2008年8月10日：千歳「航空祭」に屋台ブースで参加
- 2008年11月29日：ミニライブ「Acoustic Forest Vol.01」開催
- 2008年1月31日：ミニライブ「Acoustic Forest Vol.02」開催
- 2008年2月27日：ミニライブ「Acoustic Forest Vol.03」開催
- 2008年6月26日：「エコフェス写真展」および、ミニライブを3日間にわたって開催。写真展は、7月12日まで開催された
- 2008年11月21日：ミニライブ「Acoustic Forest Vol.06」開催